# Pink Mountaintops
I Pink Mountaintops sono un gruppo alternative rock canadese guidato da Stephen McBean formato a Vancouver nel 2003.

## Storia
Il gruppo è composto da membri di Black Mountain, Godspeed You! Black Emperor, Thee Silver Mt. Zion Memorial Orchestra, The Delta 72, The Black Angels, Sleepy Sun, Superconductor, The Warlocks, Cat Power, Jesse Sykes and the Sweet Hereafter, e Cold War Kids.

## Formazione

### Formazione attuale
- Stephen McBean
- Gregg Foreman

### Ex componenti
- Jules Ferrari
- Sophie Trudeau
- Rachel Fannan
- Ashley Webber
- Tolan McNeil
- Cory Gangnes
- Fiona Ackerman
- Sar Friedman
- Mike Maximuik
- Chad Ross
- Christoph Hoffmeister
- Megan Boddy
- Lindy Gerrard
- Nate Ryan
- Colin Ryan
- Stephanie Hunt
- Bob Mustachio
- Matthew Camirand
- Keith Parry
- Josh Stevenson
- Ted Bois
- Steve Balogh
- Brad McKinnon
- Lynday Sung
- CC Rose
- Jonah Fortune
- Diego Del Castillo
- Mia Del Castillo
- Joshua Wells
- Amber Webber
- Jesse Sykes
- Phil Wandscher
- Jon Wang
- Matthew Aveiro
- Jonathan Russell
- Nathan Willett
- Matt Maust

## Discografia

### Album in studio
- Pink Mountaintops (Jagjaguwar, 2004)
- Axis of Evol (Jagjaguwar, 2006)
- Outside Love (Jagjaguwar, 2009)
- Get Back (Jagjaguwar, 2014)[2]

### Singoli
- The Ones I Love/Erected (Jagjaguwar, 2005)
- Single Life/My Best Friend (Jagjaguwar, 2007)
- Asleep with an Angel/The Beat  (Jagjaguwar, 2014)